# Mercy Chebwogen
Mercy Chebwogen (ur. 10 maja 1996) – kenijska lekkoatletka specjalizująca się w biegach długich.
W 2012 został mistrzynią świata juniorów w biegu na 3000 metrów. 
Rekord życiowy: bieg na 3000 metrów – 9:08,88 (10 lipca 2012, Barcelona). 

## Osiągnięcia
| Rok  | Impreza                               | Miejsce   | Konkurencja    | Pozycja    | Wynik   |
| ---- | ------------------------------------- | --------- | -------------- | ---------- | ------- |
| 2012 | Mistrzostwa świata juniorów           | Barcelona | bieg na 3000 m | 1. miejsce | 9:08,88 |
| 2013 | Mistrzostwa Afryki juniorów młodszych | Warri     | bieg na 3000 m | 1. miejsce | 9:17,52 |